# Virgo World
Virgo World è il primo album in studio realizzato dal rapper statunitense Lil Tecca.

## Tracce
1. Our Time
2. Actin Up
3. When You Down (con Polo G) (feat. Lil Durk)
4. Back It Up
5. Chemistry
6. Royal Rumble
7. Foreign (feat. NAV)
8. Selection (con Skrillex, DJ Scheme)
9. Take 10
10. Dolly (con Lil Uzi Vert)
11. Insecurities
12. Tic Toc
13. Miss Me
14. True to the Game (feat. Guwop Reign)
15. Closest to Heaven
16. Level Up
17. No Answers
18. Last Call
19. Out of Love (feat. Internet Money)